# Palác hudby (Miskolc)
Palác hudby (maďarsky Zenepalota) je budova, která stojí na Bartókově náměstí v maďarském Miskolci. Sídlí zde Střední škola Bély Bartóka a Hudební institut Bély Bartóka (fakulta Univerzity v Miskolci). Byl navržen Gyulou Waelderem v neobarokním stylu. Zbudován byl v letech 1926-1927. Projekt byl financován z půjček z USA, stejně jako hotel Palace v Lillafüredu a tržnice na Búza tér. Palác hraje důležitou roli v kulturním životě města. Má velký koncertní sál, kde se pravidelně konají různé akce.